# تلفات جنگ غزه
تا ۲۱ مه ۲۰۲۴، گزارش شده بیش از ۳۷۰۰۰ نفر (از جمله ۳۵٬۵۶۲ فلسطینی و ۱٬۴۷۸ اسرائیلی  در جنگ اسرائیل و حماس کشته شده‌اند. این تعداد شامل
۱۰۵ روزنامه‌نگار (۱۰۰ فلسطینی، ۲ اسرائیلی و ۳ لبنانی) و بیش از ۲۲۴ امدادگر، از جمله ۱۷۹ تن از کارکنان اونروا است.
اکثریت قاطع تلفات مربوط به نوار غزه است. منبع نرخ تلفات گزارش شده از سوی دفتر سازمان ملل متحد برای هماهنگی امور بشردوستانه وزارت بهداشت غزهاست. ارقام جزئی در این گزارش تنها شامل تلفاتی است که هویت شان تأیید شده است، در حالی که ارقام کلی تعداد تلفات گزارش شده است.
بیش از ۲۴٬۰۰۰ تن از کشته شدگان توسط وزارت بهداشت غزه شناسایی شده‌اند؛ که از آنها، ۵۲٪ زنان و کودکان هستند، ۴۰٪ مردان اند، و ۸٪ سالمندان از هر دو جنس اند. . برخی گمانه زنی کرده‌اند که نرخ کلی مرگ و میر در غزه ممکن است بیش از آن باشد که گزارش شده، و باور بر این است که حدوداً ۱۰٬۰۰۰ غزه ای همچنان زیر آوار مدفون باشند. شمار مرگ و میر کسانی را که بر اثر «امراض قابل پیشگیری، سوء تغذیه و دیگر عواقب جنگ» مرده‌اند را شامل نمی‌شود.
حمله حماس به اسرائیل ۱٬۱۳۹ نفر، از جمله ۷۶۴ غیرنظامی و ۳۷۳ تن از نیروهای امنیتی اسرائیل را کشت. ۲۵۱ نفر دیگر در گروگان‌گیری در طول جنگ اسرائیل و حماس کشته شدند. ۴۷۹ فلسطینی دیگر، از جمله ۱۱۶ کودک، و ۹ اسرائیلی در کرانه باختری (از جمله اورشلیم شرقی) کشته شدند. تلفات دیگری در بخش‌های دیگر اسرائیل و نیز در لبنان، و سوریه رخ داده است.

## نوار غزه

### غیرنظامیان
جزئیات مرگ و میرها بر اساس جنسیت و سن (تحلیل از سوی استادان Michael Spagat و Daniel Silverman), نوامبر 2023

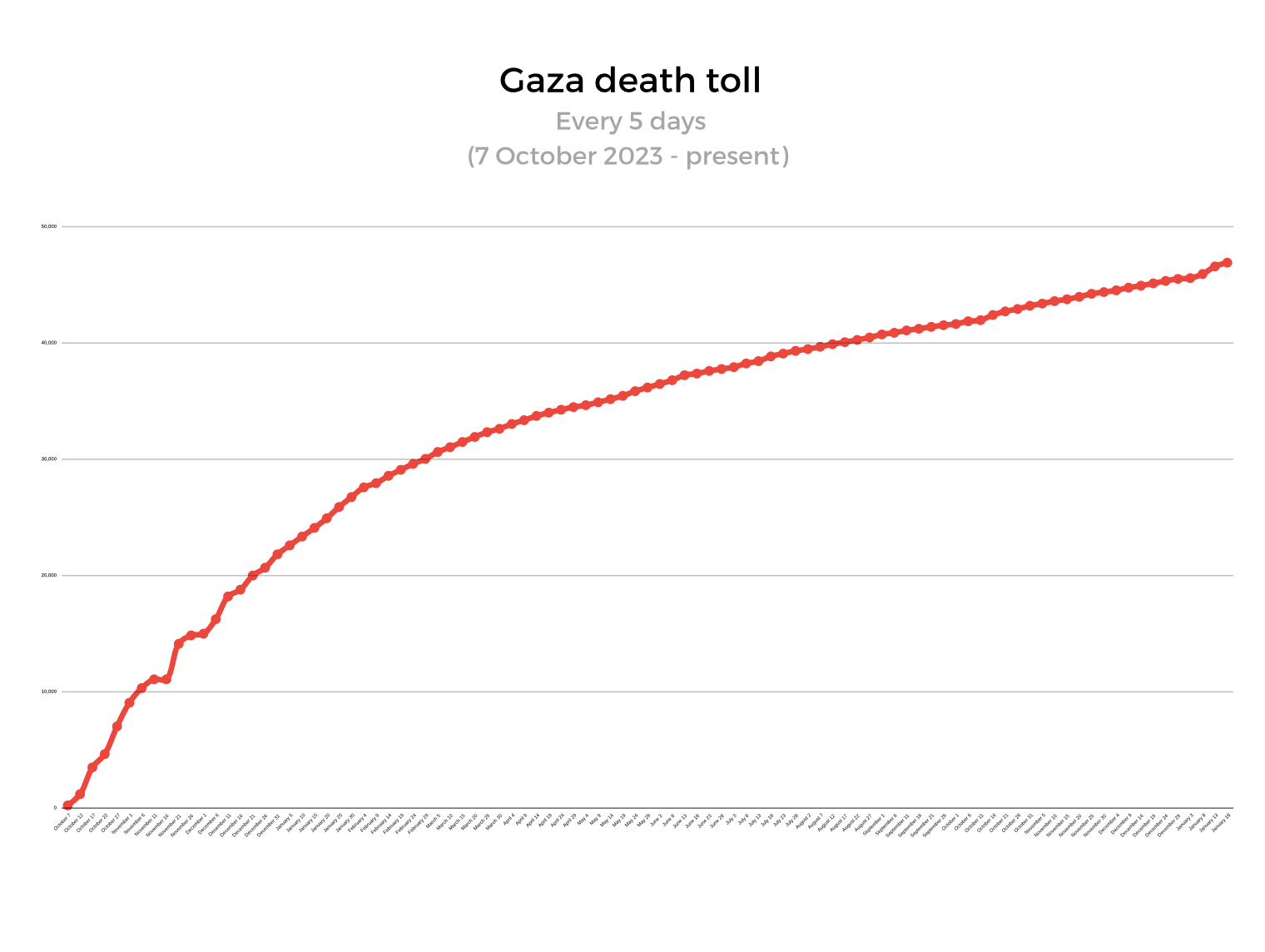
نمودار مرگ و میر گزارش شده هر پنج روز

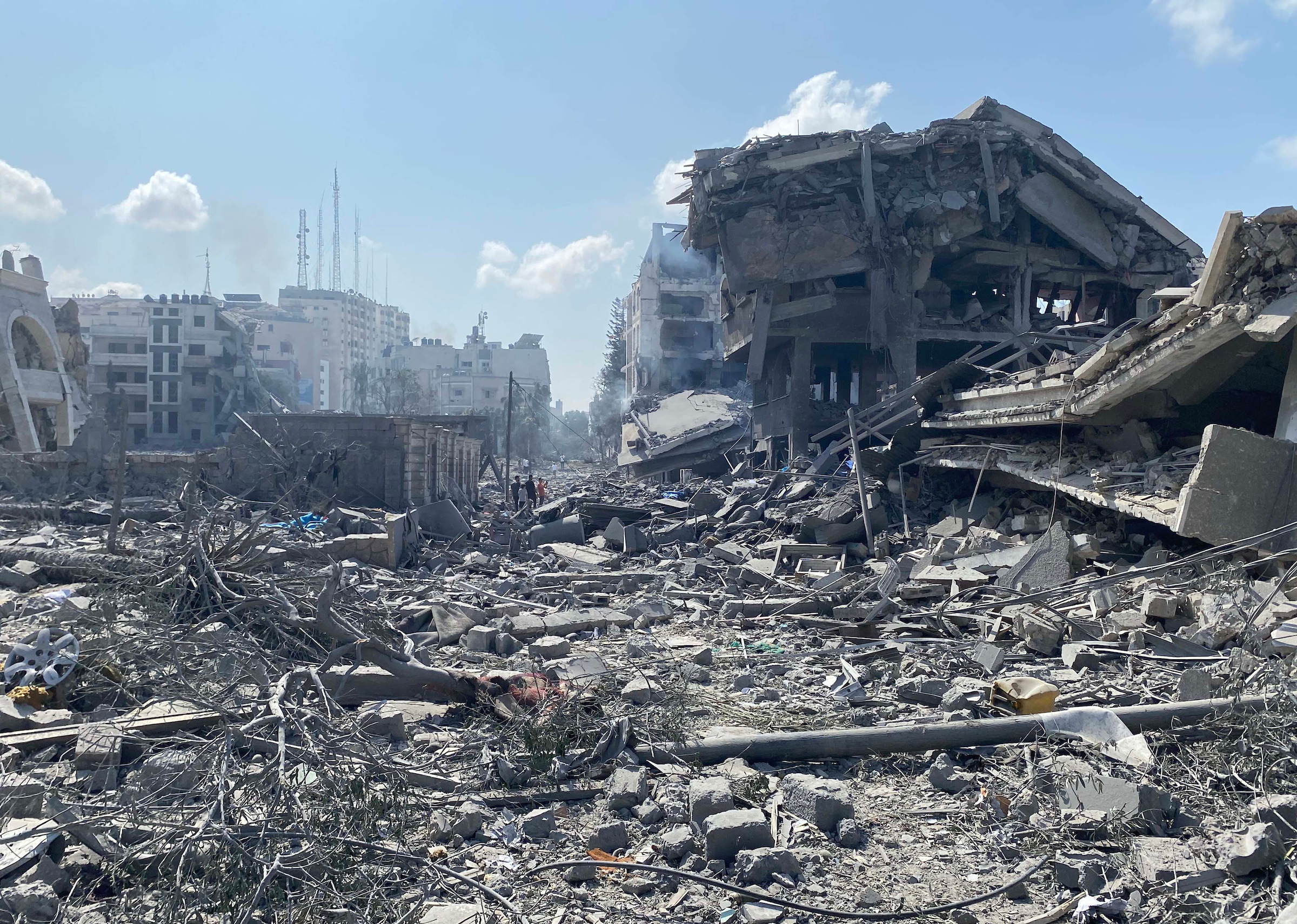
الرمال در شهر غزه پس از حمله هوایی اسرائیل، ۱۰ اکتبر ۲۰۲۳

نوار غزه متحمل تلفات غیرنظامی قابل توجهی در بمباران اسرائیل شد. تا تاریخ ۱۳ مه ۲۰۲۴، سازمان ملل گزارش داد که ۳۵٬۰۰۰ نفر که در این درگیری کشته شده‌اند شامل ۷٬۷۹۷ کودک، ۴٬۹۵۹ زن و ۱٬۹۲۴ سالمند با هویت‌های تأیید شده هستند. ۵۲ درصد از کسانی که هویت‌شان تأیید شده، زنان و کودکان هستند و ۴۰ درصد مردان؛ سازمان ملل بین کشته‌شدگان نظامی و غیرنظامی تفاوت قائل نمی‌شود. تا پایان ژوئن ۲۰۲۴، یک سازمان غیردولتی فلسطینی گزارش داد که تا ۱۰٬۰۰۰ فلسطینی به دلیل جراحات مرتبط با جنگ دچار معلولیت شده‌اند. در نوامبر، گزارشی از تحقیق دفتر حقوق بشر سازمان ملل در مورد subsetی از ۸٬۱۱۹ کشته تأیید شده نشان داد که حدود ۷۰ درصد از آنها زنان و کودکان بودند، و گروه سنی ۵–۹ سال بیشترین نمایندگی را داشتند.
آخرین آمار تلفات در غزه تا ۷ ژانویه ۲۰۲۵: کشته شدگان، حداقل ۴۵۸۸۵ نفر از جمله ۱۷۴۹۲ کودک و مجروحان، بیش از ۱۰۹۱۹۶ نفر.

### کودکان
در ۲۵ اکتبر، محمد بن عبدالرحمن بن جاسم آل ثانی، نخست‌وزیر و وزیر امور خارجه قطر، بیان کرد که تعداد تلفات کودکان در غزه از مجموع تعداد کشته شدگان در حمله روسیه به اوکراین بیشتر شده است. مجموع تلفات غیرنظامیان در آن جنگ در اوکراین تا ۱۰ سپتامبر ۲۰۲۳، ۹۶۱۴ نفر از جمله حدود ۶۰۰ کودک بوده، اما این تعداد در غزه در کسری از طول مدت جنگ اوکراین، کشته شده‌اند. عادل خدر، مدیر منطقه‌ای یونیسف در بیانیه‌ای اعلام کرد که تلفات کودکان غزه «لکه‌ای رو به رشد بر وجدان جمعی ما» است. در ۲۸ اکتبر، تعداد خانواده‌هایی که به‌طور کامل کشته شده بودند به ۸۲۵ افزایش یافت در ۳۰ اکتبر، صندوق نجات کودکان گزارش داد که تعداد کودکانی که طی سه هفته در غزه جان خود را از دست داده‌اند، بیشتر از کل درگیری‌ها در سراسر جهان در چهار سال گذشته بوده است. فیلیپ لازارینی، کمیسر کل اونروا، با به اشتراک گذاشتن تحلیل صندوق نجات کودکان، شورای امنیت سازمان ملل را در جریان گذاشت. مرگ هند رجب پس از انتشار تماس اضطراری او و متعاقب آن ناپدید شدن او به مدت دوازده روز، پوشش رسانه ای قابل توجهی را به خود جلب کرد. در ۲۹ فوریه ۲۰۲۴، وزارت بهداشت غزه گزارش داد که ۴۴ درصد (یعنی بیش از ۱۳۰۰۰) از قربانیان کودک بودند. این میزان نامتناسب عمدتاً ناشی از جمعیت بسیار جوان این نوار است که ۴۰ درصدشان زیر ۱۴ سال دارند.سازمان ملل متحد گفته است که نوار غزه گورستان هزاران کودک است. به گفته مقامات فلسطینی، اسرائیل از ۷ اکتبر ۲۰۲۳ حداقل ۱۷۴۰۰ کودک را در غزه کشته است؛ یعنی هر ۳۰ دقیقه یک کودک کشته می‌شود. هزاران نفر دیگر در زیر آوار مفقود شده‌اند که گمان می‌رود اکثر آنها مرده‌اند. کودکان بازمانده، که بسیاری از آنها تأثیرات آسیب زا از جنگ‌های متعدد را تحمل کرده‌اند، زندگی خود را زیر سایه محاصره اسرائیل سپری کرده‌اند و از بدو تولد بر هر جنبه ای از وجود آنها تأثیر گذاشته‌اند.گزارش شده است که حداقل ۷۴ کودک در خشونت‌های بی‌امان در نوار غزه تنها در هفت روز اول سال ۲۰۲۵ کشته شده‌اند. همچنین در اوایل سال جاری، مطالعه‌ای که در The Lancet منتشر شد، با در نظر گرفتن مرگ‌های غیرمستقیم - به عنوان مثال، به دلیل گرسنگی و کمبود مراقبت‌های بهداشتی - تعداد واقعی مرگ‌ها در غزه را می‌توان بیش از ۱۸۶۰۰۰ نفر تخمین زد.سرزمین فلسطین اشغالی اکنون به عنوان مرگبارترین مکان در جهان برای کودکانی که در غزه با خشونت مداوم، عدم دسترسی به مراقبت‌های بهداشتی کافی و بالاترین نرخ سوء تغذیه کودکان در سطح جهان مواجه هستند، بر اساس آمار منتشر شده حدود ۳۰ درصد از کودکان شناسایی شده کشته شده در غزه کمتر از پنج سال بوده‌اند و غزه در حال حاضر بالاترین نرخ سوء تغذیه کودکان را در جهان دارد.صندوق کودکان سازمان ملل متحد (یونیسف) بارها هشدار داده است که «کودکان غزه وحشت‌های غیرقابل تصوری را تحت حملات بی امان اسرائیل تحمل کرده‌اند».

### نسبت غیرنظامی به نظامی
وزارت بهداشت غزه در شمارش بین غیرنظامیان و جنگجویان تمایز قائل نمی‌شود، اما گفته است که بیش از نیمی از قربانیان زن و کودک هستند.همچنین، برآوردهای متفاوتی توسط تحلیلگران ارائه شده است. یک مطالعه توسط دانشکده بهداشت و پزشکی حاره ای لندن در لنست که دوره ۷ تا ۲۶ اکتبر را پوشش می‌دهد، ۶۸٫۱ درصد از تلفات را کودکان، زنان یا سالمندان تخمین زده است و بنابراین احتمالاً غیرنظامی هستند، در حالی که تحلیلی در دسامبر در ها آرتص توسط یاگیل لوی، جامعه‌شناس اسرائیلی منتشر شد، حداقل ۶۱ درصد از تلفات را در این دسته تخمین زد. هر دو مطالعه بر اساس آمار وزارت بهداشت غزه انجام شده است. در نظر گرفتن تنها زنان، کودکان و افراد مسن به عنوان غیرنظامی (یعنی طبقه‌بندی همه مردان بالغ به عنوان در حال رزم) رقم محافظه کارانه ای را برای غیرنظامیان به دست می‌دهد، اگرچه نسبت واقعی غیرنظامیان احتمالاً بیشتر است. در اوایل دسامبر، ناظر حقوق بشر اروپا-مدیترانه تخمین زد که ۹۰ درصد از تلفات غیرنظامی بودند. در ماه دسامبر، ارتش اسرائیل اعلام کرد که دو نفر از هر سه کشته (۶۶ درصد) غیرنظامی بودند.
در ۸ مه ۲۰۲۴، سازمان ملل پس از تحقیقات رسمی‌تر، آمار قبلی در مورد تقسیم‌بندی تلفات را بازبینی کرد، در حالی که تعداد کل کشته‌شدگان همچنان ثابت باقی ماند. تنها با در نظر گرفتن تلفات شناسایی‌شده، نسبت کودکان کشته‌شده در غزه به عنوان ۳۱٫۶ درصد یا ۷۷۹۷ کودک شناسایی‌شده از مجموع ۲۴٬۶۸۶ جسد شناسایی‌شده گزارش شد گزارشی مشترک از آکسفام و Action on Armed Violence در اکتبر ۲۰۲۴ نشان داد که ارتش اسرائیل بیشترین تعداد زنان و کودکان را در غزه کشته است، بیشتر از هر درگیری دیگری در سراسر جهان در دو دهه گذشته.

## اسرائیل

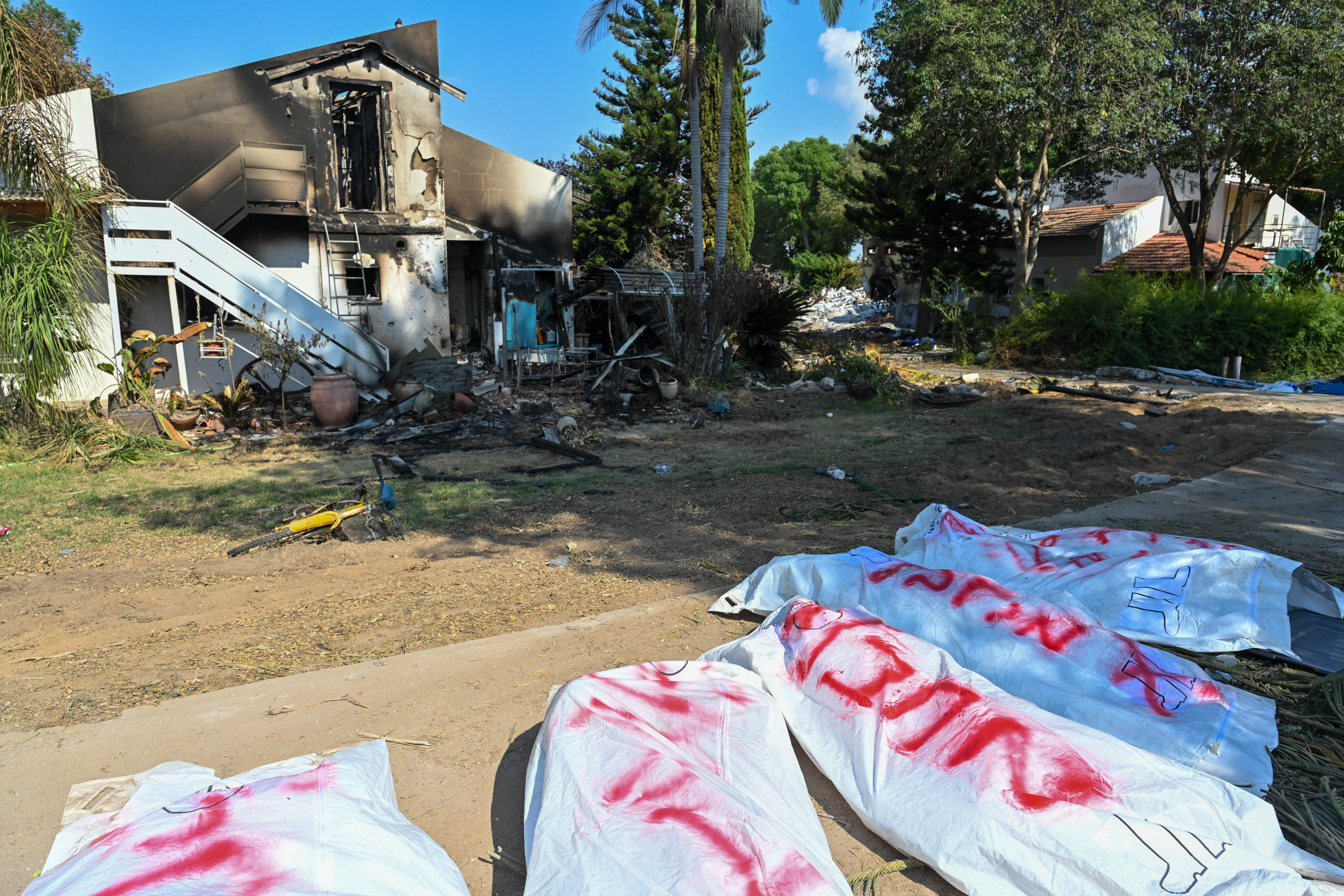
نوار غزه پس از حمله غافلگیرانه هماهنگ شده به اسرائیل، اکتبر ۲۰۲۳

تعداد کل تلفات اسرائیل ۱۴۱۰ کشته است. از این تعداد، ۱۱۳۹ نفر در حملات ۷ اکتبر کشته شدند.
در ۱ دسامبر، حدود 1332 اسرائیلی از ۷ اکتبر (شامل)، از جمله ۳۹۵ سرباز ارتش اسرائیل، ۱۰ مأمور شین بت و ۵۹ افسر پلیس، و حداقل ۱۲۷۱ تن زخمی شدند.

## گروگان‌ها در غزه

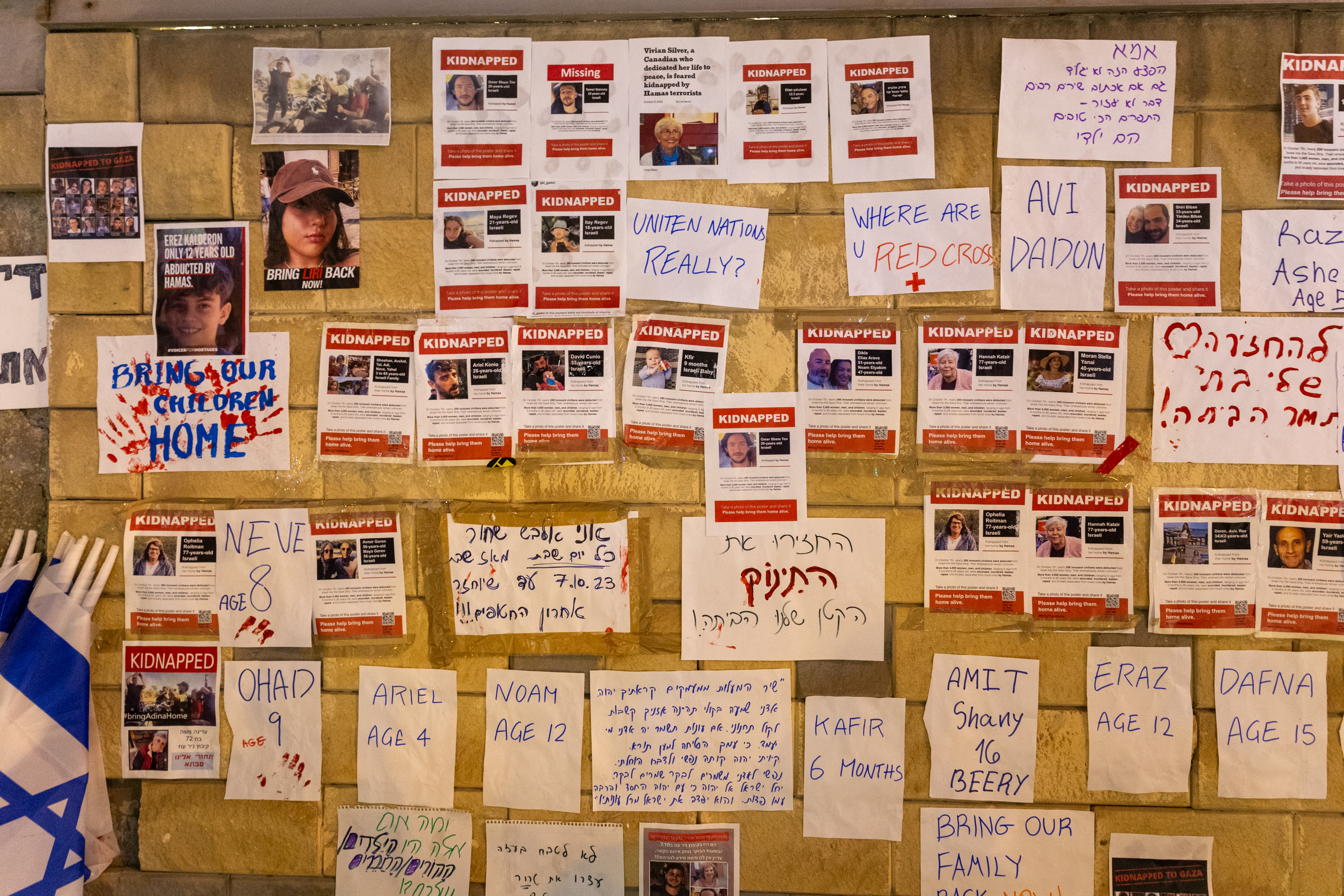
پوسترهایی در تل آویو که خواستار بازگشت گروگان‌های اسرائیلی در غزه هستند

۲۴۸ نفر در جریان حملات اسرائیل به گروگان گرفته شدند که بیشتر شان غیرنظامی بودند. در ۸ اکتبر، جهاد اسلامی فلسطین مدعی شد که حداقل ۳۰ اسیر را در اختیار دارد. حداقل چهار نفر از کفر ازه به اسیری گرفته شده‌اند. فیلم‌هایی از غزه منتشر شد که افراد اسیر شده را نشان می‌دهد در حالی که ساکنان غزه کامیون‌هایی را که اجساد را حمل می‌کنند، تشویق می‌کنند. اسرائیل گزارش داد که چهار اسیر در بئری کشته شدند، در حالی که حماس نشان داد که حمله هوایی ارتش اسرائیل به غزه در ۹ اکتبر چهار اسیر را کشته است. پس از حملات ۷ اکتبر ۲۰۲۳ که منجر به جنگ در غزه شد، حدود ۹۸ گروگان در غزه باقی مانده‌اند. حدود ۳۶ نفر از آنها توسط مقامات اسرائیلی کشته شده‌اند.

## آمار تلفات
در ۲۵ اکتبر، جو بایدن، رئیس‌جمهور ایالات متحده، اعلام کرد که او «اعتماد» به آمار تلفات گزارش‌شده از سوی وزارت بهداشت غزه ندارد. در پاسخ، سازمان دیده‌بان حقوق بشر اعلام کرد که پس از سه دهه فعالیت در غزه و انجام تحقیقات خود، آمار وزارت بهداشت غزه را معتبر می‌داند. متیو میلر ادعای مشابهی با بایدن مطرح کرد، با وجود این که وزارت امور خارجه ایالات متحده آمار تلفات وزارت بهداشت غزه را در گزارش‌های داخلی خود ذکر می‌کند. در ۲۶ اکتبر، وزارت بهداشت غزه با انتشار یک سند ۲۱۲ صفحه‌ای شامل ۶٬۷۴۷ نام و شماره شناسنامه فردی، به همراه ۲۸۱ کشته شناسایی‌نشده، پاسخ داد. معاون وزیر امور خارجه ایالات متحده برای امور خاورمیانه در جلسه‌ای در کنگره در ۹ نوامبر گفت که تعداد کشته‌شدگان «بسیار بالا است، صادقانه بگویم، و ممکن است که حتی بیشتر از آنچه ذکر شده باشد.»
در ۱۶ سپتامبر ۲۰۲۴، وزارت بهداشت غزه یک سند ۶۴۹ صفحه ای را منتشر کرد که در آن اسامی ۳۴۳۴۴ فلسطینی که تا ۳۱ اوت کشته و شناسایی شده بودند. ۱۸۷ صفحه اول این سند به‌طور کامل شامل کودکان زیر ۱۶ سال بود.

## واکنش‌ها و تحلیل‌ها
اسرائیل و حماس هر دو به ارتکاب جنایات جنگی متهم شده‌اند. آفریقای جنوبی در پرونده ای که به دیوان بین‌المللی دادگستری ارائه کرد، اسرائیل را به ارتکاب نسل‌کشی متهم کرد. این دیوان در مجموعه ای از احکام مقدماتی به این نتیجه رسید که حقوق فلسطینی‌ها تحت کنوانسیون نسل‌کشی به‌طور قابل قبولی در خطر است، اما دربارهٔ اینکه آیا نسل‌کشی به‌طور قابل قبولی اتفاق می‌افتد یا خیر، حکمی نداد. مروان بشاره، تحلیلگر ارشد سیاسی در الجزیره انگلیسی، استدلال کرد که کارزار نظامی اسرائیل با هدف «از بین بردن هر چیزی که در غزه راه می‌رود یا نفس می‌کشد» است.